# GOOD DAY
〈GOOD DAY〉는 일본의 밴드 ZARD의 27번째 싱글 앨범으로, 1998년 12년 2일 발매되었다. (8cm CD: JBDJ-1043) 작사는 사카이 이즈미가, 작곡은 와타누키 마사아키(綿貫正顕)가, 편곡은 이케다 다이스케(池田大介)가 맡았다. 이 곡은 뷰티라보의 광고 삽입곡으로 사용되었으며, 또한 대한민국의 가수 이수영이 리메이크하기도 했다. 리메이크된 곡은 2003년 1월에 발매된 비정규 음반 《Sweet Holiday in Lombok》에 〈굿바이〉란 이름으로 수록되어 있으며, 이 곡의 가사는 강은경이 맡았다.
26번째 싱글 〈새로운 문 ~겨울의 해바라기~〉와 동시에 발매되었으며, 두 장의 앨범 모두 타이틀 곡만 수록된 상태로 원코인 싱글(500 엔)로 판매되었다.
싱글은 오리콘 주간 싱글차트 2위에 올랐고, 8주간 차트에 머물렀다.

## 수록곡
| #            | 제목                                | 작사          | 작곡              | 편곡            | 재생 시간 |
| ------------ | ----------------------------------- | ------------- | ----------------- | --------------- | --------- |
| 1.           | 〈〈GOOD DAY〉〉                    | 사카이 이즈미 | 와타누키 마사아키 | 이케다 다이스케 | 5:13      |
| 2.           | 〈〈GOOD DAY〉〉 (Original Karaoke) | 사카이 이즈미 | 와타누키 마사아키 | 이케다 다이스케 | 5:09      |
| 총 재생 시간 | 총 재생 시간                        | 총 재생 시간  | 총 재생 시간      | 총 재생 시간    | 10:22     |

| #            | 제목                                | 작사          | 작곡              | 편곡            | 재생 시간 |
| ------------ | ----------------------------------- | ------------- | ----------------- | --------------- | --------- |
| 1.           | 〈〈GOOD DAY〉〉                    | 사카이 이즈미 | 와타누키 마사아키 | 이케다 다이스케 | 5:13      |
| 2.           | 〈〈GOOD DAY〉〉 (Original Karaoke) | 사카이 이즈미 | 와타누키 마사아키 | 이케다 다이스케 | 5:09      |
| 총 재생 시간 | 총 재생 시간                        | 총 재생 시간  | 총 재생 시간      | 총 재생 시간    | 10:22     |